# Гогель, Иван Иванович
Иван Иванович Гогель (1806—1850) — русский военачальник, генерал-майор.

## Биография
Родился в 1806 году, сын генерала от артиллерии Ивана Григорьевича Гогеля.
Образование получил в Пажеском корпусе, откуда был выпущен 20 апреля 1823 года из камер-пажей прапорщиком в Лейб-гвардии Волынский полк (командовал полком его будущий тесть Д.С.Есаков).
Находясь в чине поручика с 1 августа 1827 года, был назначен 11 января 1829 года в должность адъютанта к Цесаревичу Константину Павловичу.
17 ноября 1830 года во время восстания в Варшаве передавал в полки приказания Цесаревича и был в это время ранен пулей в левую руку.
В 1831 году Гогель был командирован к главнокомандующему действующей армией графу Дибичу и находился при нем во время сражений под Калушином (за отличие в этом сражении награждён 22 марта орденом Св. Владимира 4 степени с бантом) и на Гроховских полях, а затем — при начальнике штаба армии графе Толе и генерал-квартирмейстере Нейдгардте (во время сражения при Остроленке). С 19 мая состоял в отряде графа Куруты, посланном в Литву. 7 июня участвовал в сражении на Понарских высотах под Вильной, за которое 28 октября награждён орденом Св. Станислава 3 степени. За отличие по службе в этом же году был назначен флигель-адъютантом.
Продолжая состоять в Волынском полку, Гогель получил чины штабс-капитана (10 апреля 1832), капитана (1 декабря 1833) и полковника (25 июля 1837), а также имение Стенжицы (Радомской губернии) с годовым доходом в 5000 злотых.
В сентябре 1837 года, во время смотра под Вознесенском, исполнял обязанности коменданта и награждён орденом Св. Анны 2 степени с Императорской короной. 19 сентября был назначен исполняющим должность начальника штаба 2-го пехотного корпуса.
10 октября 1843 года Гогель был произведен в генерал-майоры с утверждением в должности и с назначением в Свиту его Величества. Состоял в этой должности до 25 апреля 1846 года и в это время был награждён орденами св. Владимира 3 степени (1839) и Св. Станислава 1 степени (1845).
26 июня 1846 года был назначен помощником начальника главного штаба войск, находящихся на Кавказе. В этой должности награждён орденами Св. Георгия 4 степени за 25 лет службы (1847) и Св. Анны 1 степени (1847, Императорской короной в 1848).
На Кавказе заболел и скоропостижно скончался 12 октября 1850 года.
Был женат на Марии Дмитриевне Есаковой (1809—1878) и имел 3 сыновей и 3 дочерей. Мария Дмитриевна была восприемницей при крещении в 1849 году Марии Александровны Дебу (в замужестве Барч). 

## Награды
- Награждён орденом Св. Георгия 4-й степени (№ 7534; 1 января 1847).
- Также награждён орденами Св. Владимира 4-й степени с бантом, Св. Станислава 3-й степени, Св. Анны 2-й степени с Императорской короной, Св. Владимира 3-й степени, Св. Станислава 1-й степени и Св. Анны 1-й степени.